# NGC 4766
NGC 4766 é uma galáxia lenticular (S0) localizada na direcção da constelação de Virgo. Possui uma declinação de -10° 22' 43" e uma ascensão recta de 12 horas, 53 minutos e 08,2 segundos.
A galáxia NGC 4766 foi descoberta em 1882 por Ernst Wilhelm Leberecht Tempel.